# Kufenstechen

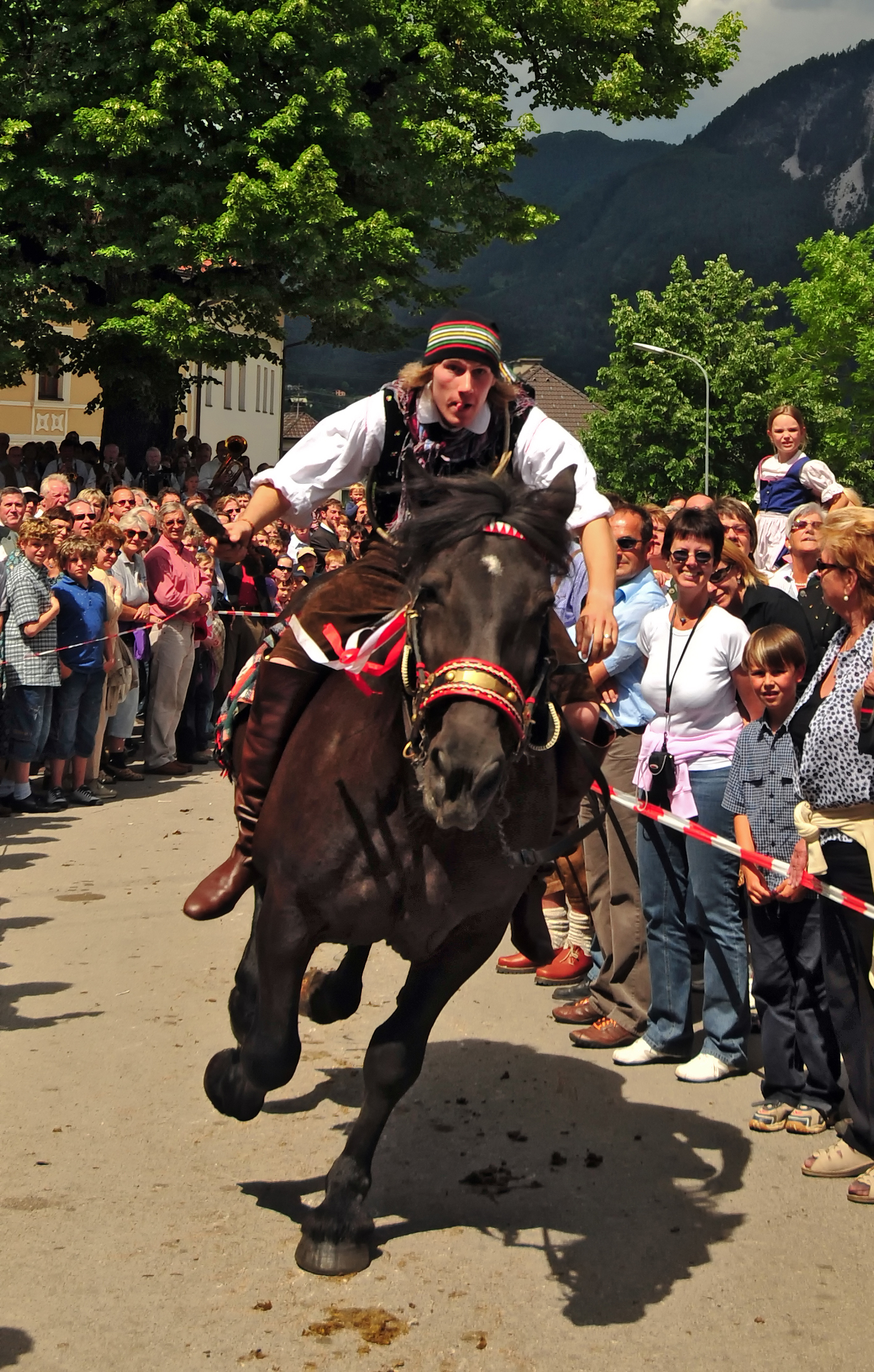
Ritt des Burschen in Gailtaler Tracht auf dem ungesattelten Norikerpferd mit der Eisenkeule in der Hand zum Kufenstechen in Feistritz an der Gail

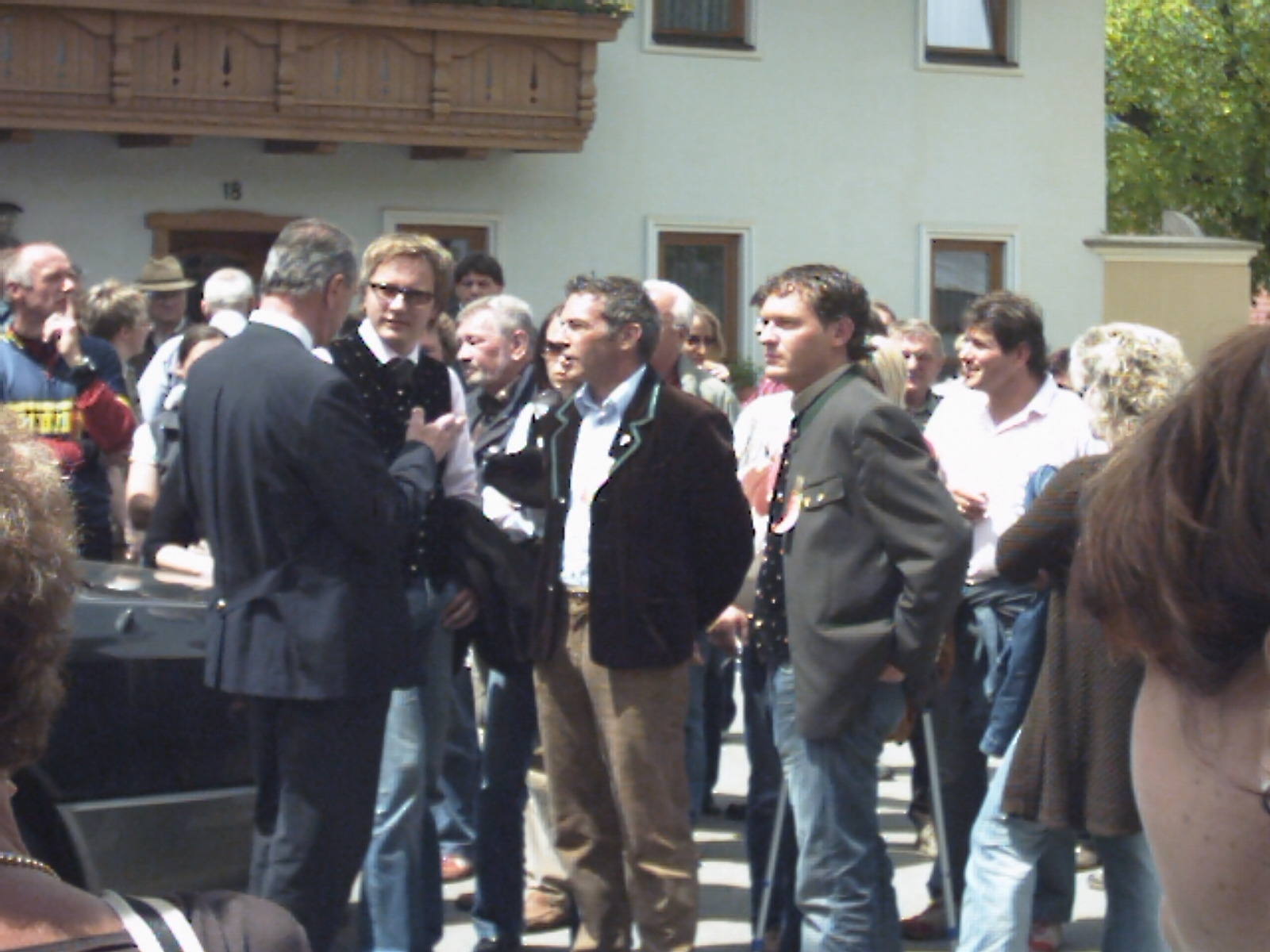
Jörg Haider beim Kufenstechen in Feistritz an der Gail (2006)

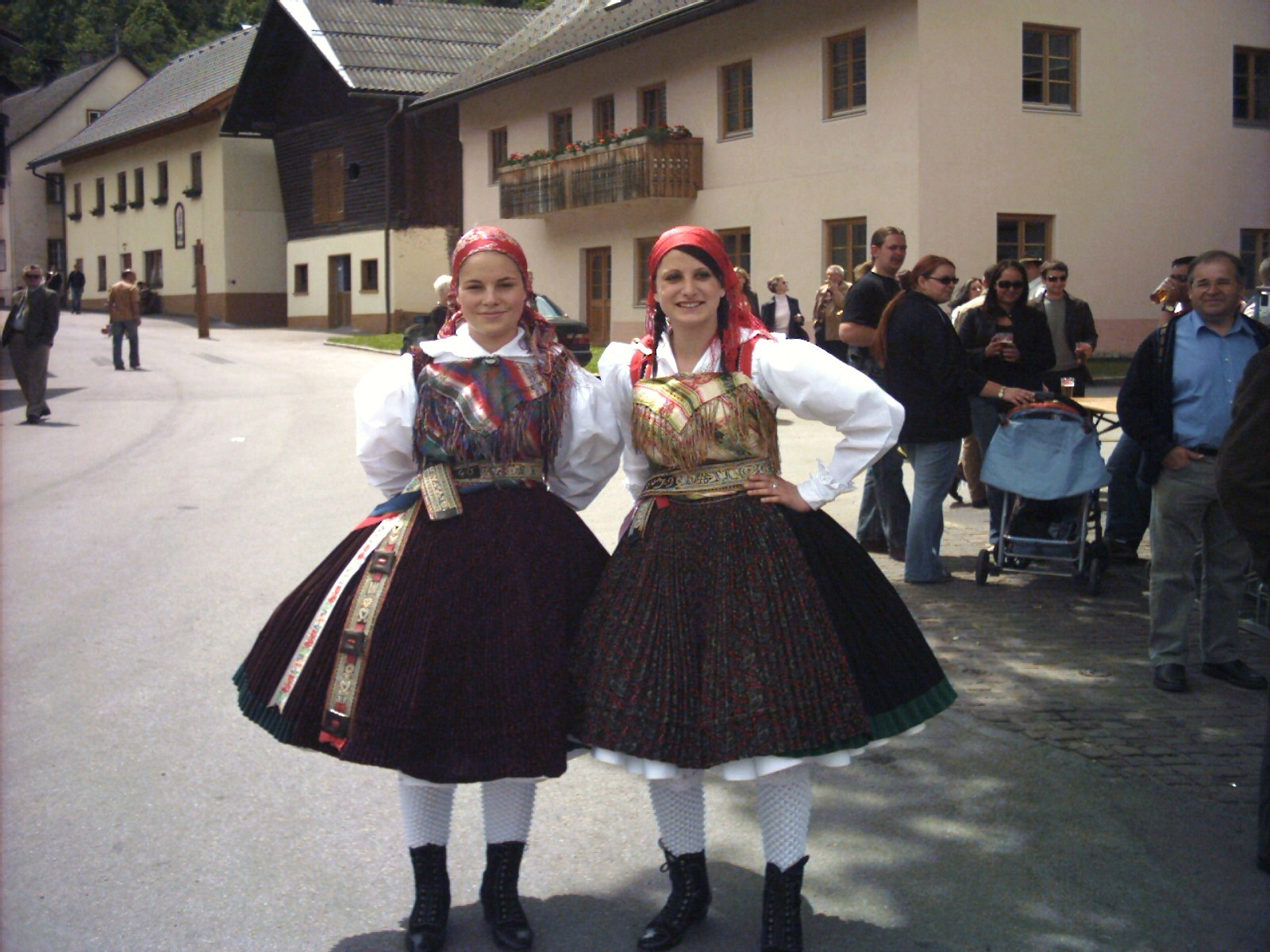
Tracht der unverheirateten Mädchen

Das Kufenstechen (slowenisch: štehvanje) ist ein Kärntner Reiterbrauch, der in Orten im unteren Gailtal jeweils zu Kirchtag gepflegt wird.

## Geschichte
Erstmals erwähnt wurde das Kufenstechen in den „Denkwürdigkeiten“ von Erzherzog Johann, der den Brauch 1804 in St. Stefan an der Gail im Gailtal beobachtete. Andere beobachteten den Brauch um Villach.
Der Ursprung des Kufenstechens ist nicht genau bekannt. Viele Legenden ranken sich um dieses Reiterspiel, aber das Kufenstechen dürfte in Kopie ritterlicher Spiele entstanden sein, die ihrerseits ihr Vorbild in der römischen Quintana haben, einer in einem Lager an einem mannshohen Holzpflock ausgeführten soldatischen Übung. Das höfische Turnier des Mittelalters kennt diesen Wettstreit in modifizierter Form als Quintaine. Derartige „Turniere“ finden wir bis in die Zeit des Barock. Bei Ring- und Karussellspielen sollten bewegliche oder in Kreisform angeordnete Ziele getroffen werden. Solche Veranstaltungen gab es, abseits des höfischen Lebens, jedoch zumeist auf Städte beschränkt, bis ins 19. Jahrhundert in Oberitalien und Istrien.
Im Gailtal wird wohl die lokale Tradition der Pferdezucht und Säumerei dieses Vorbild von Reiterspielen, die im ausgehenden Mittelalter breiteren Kreisen der Bevölkerung zugänglich wurden, aufgenommen und modifiziert haben. Fruchtbarkeitsriten, wie die Einführung des jungen Mannes in die Welt der Erwachsenen, wie sie auch heute noch die Aufnahme in die Burschenschaft, die Konta, markiert, mag ebenso Pate gestanden haben wie der Wunsch, seinen Mut im Umgang mit Pferden beweisen zu können, zumal man es hier mit einer Bevölkerung zu tun hat, deren ökonomische Basis die Zucht von Norikerpferden bildete. In einer Zeit, in der alle Waren mühsam mit Wagen, Saumpferden oder Trägern transportiert werden mussten, eröffnete sich für die wegen ihres Mutes, aber auch ihrer kaufmännischen Geschicklichkeit bekannten Untergailtaler eine lukrative Einnahmequelle, die nach und nach zum Haupterwerb eines Großteils der Bevölkerung wurde.

## Ablauf
Junge Männer, in Gailtaler Tracht gekleidet, reiten auf ungesattelten Pferden. Sie schlagen im Ritt mit Eisenkeulen (Količ) auf ein Holzfass ein.
Danach werden die Mädchen, die sogenannten „Gailtalerinnen“, in ihrer farbenprächtigen und kostbaren Tracht zum Lindentanz (slowenisch: Rej pod lipo) geführt.
Sowohl das Kufenstechen, als auch der Lindentanz finden für die unverheirateten Pärchen an einem Sonntag (abhängig von dem Schutzpatron des jeweiligen Ortes) nach einem Gottesdienst statt. An dem darauffolgenden Montag zelebrieren die verheirateten Paare den Lindentanz. 

## Literatur

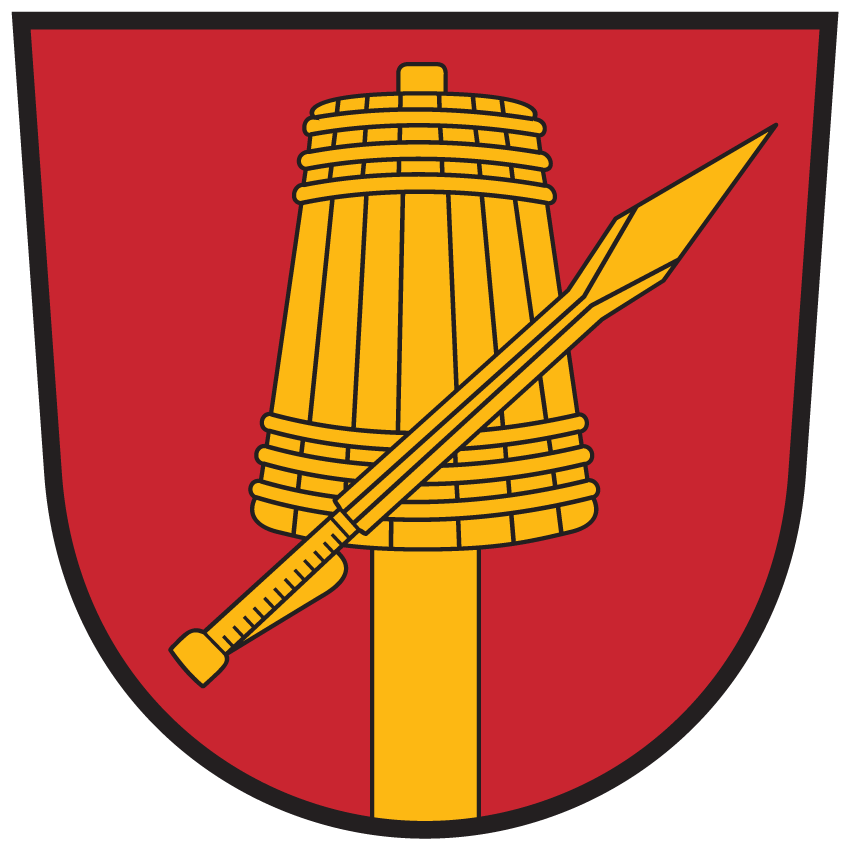
Pfahl mit Kufe sowie Keule im Wappen von Feistritz